# کوزیما کوپولا
کوزیما کوپولا (ایتالیایی: Cosima Coppola؛ زادهٔ ۱۷ اکتبر ۱۹۸۳) رقصنده باله و بازیگر اهل ایتالیا است.
از فیلم‌ها یا مجموعه‌های تلویزیونی که وی در آن‌ها نقش داشته‌است، می‌توان به افسران پلیس و حریم شکسته اشاره نمود.